# Torsten van Jaarsveld
Torsten George van Jaarsveld (30. června 1987, Windhoek) je namibijský ragbista, který je součástí francouzského týmu Bayonne. Hraje na pozici mlynáře nebo rváčka. Zúčastnil se MS 2015, MS 2019 a MS 2023. Za svou zemi zažil premiéru v říjnu 2014 proti Německu.
V sezoně 2017/18 byl vybrán jako hráč Cheetahs do nejlepší sestavy ligy PRO14. V roce 2016 se stal vítězem jihoafrické ligy. Se svým současným klubem se stal v roce 2019 a 2022 vítězem druhé francouzské ligy.  